# Lymnastis tescorum
Lymnastis tescorum is een keversoort uit de familie van de loopkevers (Carabidae). De wetenschappelijke naam van de soort is voor het eerst geldig gepubliceerd in 1964 door Arnoldi & Kryzhanovskij.